# Villa Madero (Guerrero)
Villa Madero es una localidad del estado mexicano de Guerrero. Es parte del municipio de Tlalchapa.

## Toponimia
El nombre de la localidad rinde homenaje a Francisco I. Madero, presidente de México de 1911 hasta su asesinato en 1913.

## Demografía
| Gráfica de evolución demográfica |
|                                  |

| Censo | Población |
| ----- | --------- |
| 1900  | 826       |
| 1910  | 778       |
| 1921  | 893       |
| 1930  | 1 000     |
| 1940  | 1 173     |
| 1950  | 1 244     |
| 1960  | 1 394     |
| 1970  | 1 538     |
| 1980  | 1 736     |
| 1990  | 1 365     |
| 2000  | 1 393     |
| 2010  | 1 325     |
| 2020  | 1 182     |